# Red Nemesis
Red Nemesis (roman non traduit en français) est le quatrième et dernier roman de la série La Jeunesse de James Bond à avoir été écrit par Steve Cole. Ce roman d'aventures-espionnage a été publié pour la première fois au Royaume-Uni le 4 septembre 2017.
Les vacances scolaires viennent de commencer pour James Bond lorsqu'on lui remet l'ancien sac à dos de son père. Le mystérieux contenu du sac va le placer au cœur d’un long complot, qui s’il aboutit, va repeindre les rues de Londres couleur rouge sang. Bond va non seulement devoir se battre pour survivre et sauver le pays qu’il aime, mais il devra aussi laver son nom de famille et finir ce que son père a commencé. Et alors qu'il se retrouve à Moscou, James ne sait pas à qui il peut se fier…

## Synopsis
1935, Charmian Bond, la tante de James Bond, vient le chercher à Fettes College pour les vacances scolaires. Elle a amené avec elle un sac à dos qui appartenait à Andrew Bond (le père de James) et qui vient d'être retrouvé dans les aiguilles Rouges.
À l'intérieur, James trouve des correspondances entre son père (ancien représentant de la firme d’armement Vickers) et son oncle Max (ancien espion), qui le trouble. Les lettres semblent être des messages codés, il serait notamment question d'une chose se passant à Moscou et qui aurait un grand effet sur Londres.
Bond décide d'apporter ces correspondances au SIS et mène en parallèle sa propre enquête. Pensant avoir déchiffré le mot « Millbank », il se rend quartier du centre de Londres et porte son attention sur une école, la Mechta Academy for the Performing Art, construite par un architecte russe du nom d'Ivan Kalashnikov.
Il décide de s'introduire à l'intérieur, mais le personnel, qui semble aussi avoir des origines russes, ne souhaite pas qu'il visite l'école. James Bond décide alors d'agresser un membre du personnel et de mener son enquête à l'intérieur du bâtiment : il découvre des explosifs dans un sous-sol. Toutefois, avant qu'il n'ait plus sortir de l'école, il est assommé.
Lorsque Bond reprend connaissance, il se trouve dans ce qui ressemble à une cellule de commissariat. Adam Elmhirst, membre du SIS que Bond a croisé dans les précédents romans, vient le sortir de là. Un agent de police s'interpose, mais Elmhirst et Bond parviennent à le maîtriser.
Elmhirst révèle à Bond que le SIS savait qu’Andrew avait découvert quelque chose en Russie juste avant son accident d'alpinisme. Toutefois certains membres du MI6 soupçonnaient aussi Andrew de travailler pour les rouges... Elmhirst propose à Bond de l'accompagner sur les traces de son père à Moscou, pour voir s'ils peuvent trouver des pistes. Bond y voit une occasion de finir ce que son père a commencé et aussi de laver le nom de ce dernier.
À peine arrivé à l'Hotel National de Moscou, Bond et Elmhirst sont agressés par Andrei Karachan, un Russe que Bond a croisé à la Mechta Academy. Bond parvient toutefois à récupérer le sac à dos de son père que Karachan essayait de voler.
Le lendemain, des hommes arrivent à l'hôtel et Bond est forcé de fuir, laissant Elmhirst derrière lui. Après avoir semé ses poursuivants, qui incluaient à nouveau Karachan, Bond parvient à décoder d'autres parties de la correspondance entre son père et son oncle : une adresse à Moscou.
À ladite adresse, Bond tombe sur l'architecte Ivan Kalashnikov qui est désormais aveugle. Ce dernier le prend pour Andrew et James apprend que son père et Kalashnikov se connaissaient et qu'il essayait de stopper un grand « Projet » des Russes. Kalashnikov dit aussi qu'il a choisi de briser une jambe de sa fille qui était danseuse, Anya, pour quitter Londres et qu'elle ne servent pas aux plans des Russes.
Anya les rejoint et demande à Bond de partir, il va lui parler à part. Lorsqu'il revient voir Ivan, Bond découvre qu'il vient d'être assassiné par une personne qu'il avait déjà croisée à la Mechta Academy, Mimic, un garçon qui est capable d'imiter la voix de n'importe qui. Bond et Anya se battent contre Mimic et Karachan avant de réussir à leur échapper.
Anya, comprenant qu'ils vont la tuer s’ils la retrouve, décide de rester auprès de Bond. Ensemble ils retournent à l'Hotel National pour notamment récupérer le numéro de tante Charmian que Bond avait laissé dans sa chambre.
Devant l'hôtel, Bond et Anya tombent sur Elmhirst. Après avoir décodé une autre partie de la correspondance de la famille Bond ils découvrent que le plan des Russes implique des tunnels creusés sous la Tamise et qui seront remplis d'explosifs. James trouve aussi un Beretta 418  dans un holster en peau de chamois que Ivan avait donné à Andrew.
Karachan arrive et un combat s'engage. Là Bond découvre que Adam Elmhirst est non seulement un traître qui travaille en réalité pour la Russie lorsqu'il se retourne contre lui ; mais aussi que ses parents ne sont pas morts dans un accident d'escalade : ils ont été assassinés par Elmhirst et ses compères. Bond et Anya sont capturés.
Lorsqu'il reprend connaissance, James Bond se trouve sur un sous-marin qui fait route vers Londres. Il parvient à discrètement extraire le Beretta 418 de son sac à dos pour le glisser dans sa poche. Le submersible accoste au réseau de tunnels secrets et Bond et Anya sont amenés devant La Velada (voir le roman Heads You Die).
Celle-ci et ses compères expliquent leur plan : les explosifs placés dans les tunnels vont créer un tsunami qui va engloutir une partie de Londres. Pendant ce temps le roi George V, qui assistera à une représentation de danse de la Mechta Academy au Royal Opera House, sera discrètement tué par Elmhirst. Ces catastrophes sembleront avoir été provoquées par les nazis et le gouvernement russe fera semblant de venir en aide à l'Angleterre, pour la défendre et la reconstruire. Le peuple pensera que George V accueille à bras ouverts l'aide des Russes dans la mesure où Mimic imitera ce dernier lors de podcasts radio. Ainsi le peuple sera favorable à ce que le Royaume devienne un pays satellite de l'URSS.
Bond et Anya sont alors enfermés dans une pièce qui se révèle être une fausse cellule de commissariat, celle où Bond avait été enfermé au début du roman. Lorsque Karachan vient leur apporter à manger, Bond et Anya se servent du Beretta et parviennent à tuer ce dernier. Ils s'enfuient alors dans les souterrains, poursuivis par Elmhirst et ses compères.
Finalement, ils trouvent une sortie qui débouche sur le Royal Opera House. Sur place, Anya se déguise en danseuse et une fois sur la scène, tire en direction de la loge du roi. George V est alors évacué par ses gardes du corps pendant que Bond occupe Elmhirst ; ainsi les Russes ne peuvent plus l'atteindre.
Alors que Bond s'en va rejoindre Anya dans les tunnels, il tombe sur La Valada qui se prépare à déclencher les explosifs. Il parvient à tuer cette dernière et est poursuivi dans les tunnels par Elmhirst. Bond et Anya font alors exploser un point faible des souterrains, ce qui déclenche un courant d'eau qui rend les explosifs inutilisables.
Elmhirst prend la fuit vers la tour radio où Mimic devait faire des podcasts en imitant George V, Bond part à sa poursuite. Sur place, James parvient à neutraliser Mimic et voit que Elmhirst escalade la tour pour prendre la fuite. Bond le suit et finalement lui tire dessus avant qu'il n'ait plus fuir.
Dans l'épilogue du roman, nous retrouvons James Bond aux aiguilles Rouges où il enterre le sac à dos de défunt père (il garde cependant le Beretta avec lui).

## Personnages principaux
- James Bond
- Anya Kalashnikova, elle était une ballerine professionnelle promise à un grand avenir jusqu'à ce qu'un événement tragique mette fin à sa carrière.
- Adam Elmhirst, travaille officiellement pour le SIS et connaît James Bond depuis Shoot to Kill. Officieusement, il travaille en réalité pour la Russie.
- Mimic, comme son nom le suggère, Mimic est capable d'imiter la voix de n'importe qui. À Ribeirao Preto, lors de la Révolution brésilienne de 1930, des gangs de voleurs locaux l'ont gardé enfermé dans une cage afin qu'il utilise son talent pour les aider leurs plans criminels. Il travaille désormais pour les Russes.
- Andrei Karachan, directeur des opérations à la mystérieuse Mechta Academy de Londres, Karachan a servi avec les tirailleurs lettons durant la Première Guerre mondiale jusqu'à la révolution russe où il a rejoint les bolcheviks. Il gère actuellement un sous-ensemble violent du Parti communiste britannique et est impliqué dans le complot qui vise l'Angleterre.
- La Velada, membre du NKVD qui a déjà croisé la route de James Bond dans Heads You Die.
- Demir, travaille pour les Russes.
- Ivan Kalashnikova, père de Anya.
- Andrew Bond, défunt père de James Bond.

## Édition limitée
L'édition signed limited de Doubleday est signée par Steve Cole et contient en bonus quelques pages de l’auteur sur le contexte et l’écriture du roman ainsi qu'un passage qui ne fut pas inclus dans le roman pour des raisons de rythme.